# 南宍道站

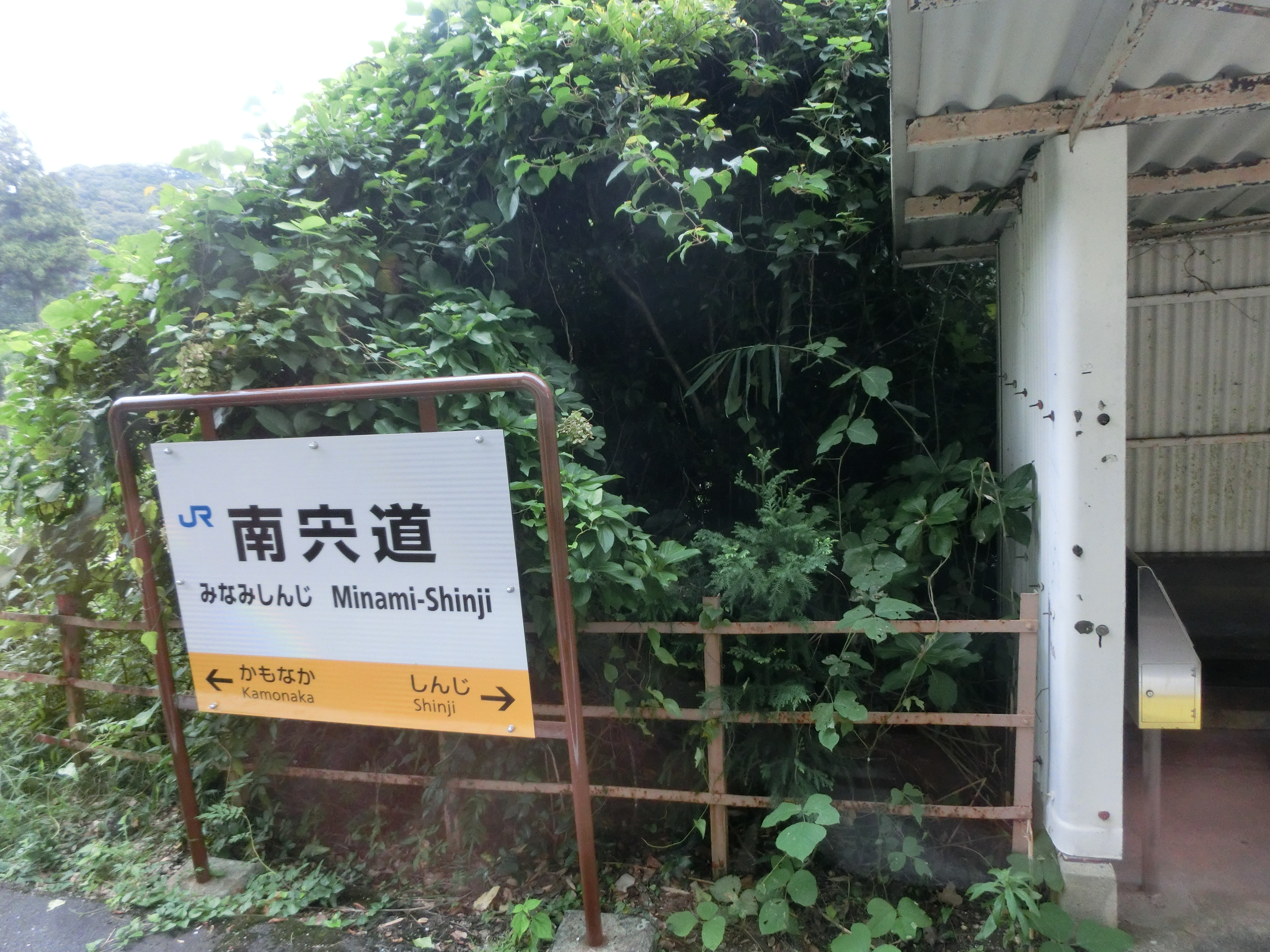
南宍道站站名牌(變更後)

南宍道站（日语：／ Minami-Shinji eki */?）是位於島根縣松江市宍道町白石，西日本旅客鐵道（JR西日本）木次線的車站。

## 歷史
- 1962年（昭和37年）1月1日 - 木次線宍道站至加茂中站之間新設此站。
  - 當時車站地址為島根縣八束郡宍道町（日语：宍道町）白石。
- 1987年（昭和62年）4月1日 - 伴隨國鐵分割民營化，車站由西日本旅客鐵道（JR西日本）營運。
- 2005年（平成17年）3月31日 - 隨著松江市（第二次）成立，車站地址變為島根縣松江市宍道町白石。
- 2021年（令和3年）3月13日 - 所有定期列車均停靠此站[1]。

## 車站構造
車站是一座地面車站，設有1面1線的單式月台。前往備後落合方向的列車會開啟右邊車門。此站是由木次鐵道部管理的無人車站。由於車站建設在斜坡上，月台高於周邊道路。此站沒有車站大樓，月台靠近備後落合一方設有車站出入口。此站沒有自動售票機。

## 車站周邊
- 金山要害山 （页面存档备份，存于）（日語）

## 使用狀況
根據「島根縣統計書」，以下為近年一日平均乘車人次列表。當中在1994年度的一日平均乘車人次為9人，在1984年度的一日平均乘車人次為9人。
| 乘車人次變化 | 乘車人次變化 |
| 年度         | 1日平均人次  |
| ------------ | ------------ |
| 1999         | 5            |
| 2000         | 8            |
| 2001         | 9            |
| 2002         | 8            |
| 2003         | 9            |
| 2004         | 10           |
| 2005         | 9            |
| 2006         | 8            |
| 2007         | 7            |
| 2008         | 7            |
| 2009         | 7            |
| 2010         | 6            |
| 2011         | 4            |
| 2012         | 2            |
| 2013         | 3            |
| 2014         | 2            |
| 2015         | 3            |
| 2016         | 4            |
| 2017         | 7            |
| 2018         | 3            |

## 相鄰車站
西日本旅客鐵道
 木次線
宍道－南宍道－加茂中

## 注腳
1. ↑   （页面存档备份，存于）（日語）
2. ↑  島根縣統計書

## 外部連結
- 南宍道｜車站資訊：JR出門網 - 西日本旅客鐵道（日語）